# 1707
Cette page concerne l'année 1707  du calendrier grégorien.
L'année 1707 est une année commune qui commence un samedi.

## Événements
- 3 mars : mort d'Aurangzeb, dernier grand Moghol de l'Inde, à Ahmadnagar[1]. Elle déclenche une guerre de succession entre ses trois fils survivants. Aurangzeb meurt en laissant le trésor vide. L'empire moghol, fondé en 1526 par Bâbur, commence à décliner.
- 14 mars : Azam Shah se proclame empereur moghol à Ahmadnagar après les funérailles d'Aurangzeb[2].
- 18 mai : Azam, sous le conseil de son ministre Zulfiqar Khan (en), libère Shahu, petit-fils de Shivâjî Bhonsla, chhattrapati (roi) des Marathes, à Doraha (district de Ludhiana), en concurrence avec Shivaji II et de sa mère la régente Tarabai. Il crée ainsi une crise dynastique et des dissensions parmi les Marathes. Mais Shahu en sort finalement vainqueur, grâce aux conseils du banquier Mahadji Krishna Joshiet et du Brahmane Gadadhar Prahlad Nasikkar[3]. Les rois marathes ne réussissent pas à créer un véritable État centralisé. Pour obtenir l'appui des chefs marathes, Shahu concède des jagirs qui forment peu à peu de nouvelles entités régionales[4].

- 9 juin : Mu'azzam vainc et tue son frère Azam, gouverneur du Gujerat, à Jajau près d'Agra, et monte sur le trône comme empereur moghol sous le nom de Bahâdur Shâh (fin de règne en 1712)[5]. Il cherche à écarter les clans turco-iraniens du pouvoir et désigne aux plus hautes fonctions des Musulmans indiens.
- 27 juin : le lynchage de deux paulistes à Arraial Novo provoque la guerre des Emboabas au Brésil (fin en 1709)[6].

- 28 octobre : tremblement de terre et tsunami à Tokaido, un des plus puissants qui aient frappé le Japon[7].
- 24 novembre : le mont Fuji entre en éruption[8].

- La Compagnie néerlandaise des Indes orientales introduit la culture du café à Java[9]. L’introduction du caféier aggrave la condition des paysans indonésiens.

### Europe
- 1er janvier : Jean V est proclamé solennellement roi de Portugal[10].
- Janvier - mai : révolte des Croquants (Tard-avisés) du Quercy[11].
- 12 mai : (1er mai du calendrier julien) : entrée en vigueur de l'Acte d'Union. Création du Royaume-Uni : les royaumes d'Angleterre et d'Écosse sont unis dans le « Royaume-Uni de Grande-Bretagne » par la reine Anne Stuart[12].
  - Les Écossais gagnent des avantages économiques et politiques qui contribuent à souder les deux royaumes. Une députation représente l’Écosse au Parlement de Londres (45 députés aux Communes et 16 lords). L’Écosse conserve sa justice et son Église presbytérienne. Elle obtient un système fiscal particulier qui prend en compte un niveau de vie plus bas qu’en Angleterre. Le pays s’ouvre à l’espace économique anglais et participe au commerce d’outre-mer.
- 31 mai : assemblée d’Ónod. À la suite de l'échec des négociations de paix entre Rakóczi et Joseph Ier, les chefs de l’insurrection hongroise proclament la déchéance des Habsbourg et l’indépendance de la Hongrie sous l’autorité de François II Rákóczy le 16 juin[13].
- 20 septembre : Charles XII de Suède entre en Pologne avec 44 000 hommes[14]. L'année suivante il menace Moscou et cherche à provoquer la sécession de l’Ukraine en s’appuyant sur les Cosaques.
- 19 octobre (8 octobre du calendrier julien), Russie : le prince Youri Dolgorouki, envoyé par le tsar dans la région du Don avec 300 hommes pour renvoyer par la force les serfs fugitifs dans leurs domaines, par un groupe de cosaques sous la conduite de l’ataman Conrad Boulavine. Début de la révolte de Boulavine, réunissant des vieux-croyants, déserteurs, serfs en fuite, cosaques contre le pouvoir du tsar (1708-1710)[15].
- 22 octobre : la flotte de l'amiral de Cloudesley Shovell s'échoue aux îles Scilly[16]. Plus de 2 000 hommes meurent.
- 3 novembre : Neuchâtel devient une principauté prussienne tout en restant unie à la Confédération Suisse[17].
- Pierre le Grand épouse secrètement Catherine (Marthe-Hélène Skavronskaïa, servante livonienne). Le mariage est déclaré le 17 mars 1711[18].

#### Guerre de Succession d'Espagne
- 7 mars : véritable opération commando britannique sur la route entre Paris et Versailles avec l'enlèvement du grand écuyer Béringhen[19].
- 13 mars : capitulation de Milan. 18 000 soldats français sont rapatriés d’Italie du Nord et utilisés pour d’autres opérations[20].

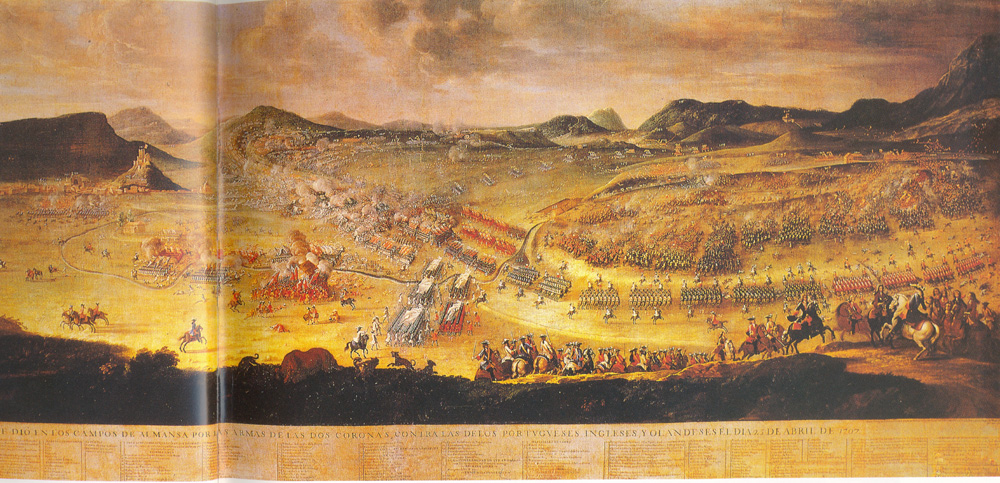
25 avril : bataille d'Almansa

- 25 avril : victoire franco-espagnole de Berwick sur les troupes britannico-portugaises lors de la bataille d'Almansa[21]. Elle prépare la reconquête des royaumes de Valence et d’Aragon par le duc d’Orléans (prise de Lérida).
- 11 mai : bataille du cap Béveziers[22]. Le Français Claude de Forbin saisit 18 vaisseaux d'un convoi britannique en route pour le Portugal[23].
- 22 mai : Villars force les lignes alliées à Stollhofen et lève ensuite des contributions en Wurtemberg et en Franconie[24].

- 6 juin : prise de Xàtiva (royaume de Valence) ; une grande partie des habitants sont massacrés et la ville est incendiée le lendemain par les troupes franco-espagnoles[25].

- 10 juin - 24 septembre : nouvelle campagne de Claude de Forbin en mer du Nord avec la prise de 33 vaisseaux anglais et néerlandais[26].
- 29 juin : décret de Nueva Planta. Philippe V d'Espagne abolit les fueros de Valence et d’Aragon[27].

- 2 juillet - 30 septembre : les Autrichiens conquièrent le royaume de Naples ; Capoue tombe le 2 juillet, Naples le 8 juillet, Gaëte le 30 septembre[24].
- 10 juillet : à Barcelone, les Britanniques imposent à « Charles III » un traité leur accordant de nombreux privilèges commerciaux[24].

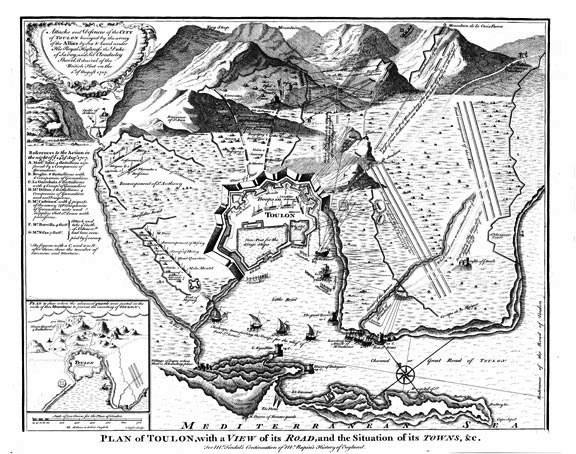
26 juillet-22 août : siège de Toulon.

- 26 juillet - 22 août : attaques des Savoyards-Impériaux sur le port de Toulon[28]. L'assaut est repoussé, mais l'escadre française se saborde dans la rade pour bloquer le chenal.
- 22 août : Victor-Amédée Ier de Savoie lève brusquement le siège de Toulon[24].
- 30 septembre : prise de Gaète par les Autrichiens[24].
- 13 octobre : prise puis sac de Lérida par les troupes franco-espagnoles conduites par Philippe d'Orléans. La garnison réfugiée dans la  citadelle capitule le 11 novembre[29].
- 21 octobre : victoire française sur la flotte britannique à la bataille du cap Lizard[26].

## Naissances en 1707
- 11 janvier : Giuseppe Bonito,  peintre rococo italien († 9 mai 1789).

- 25 février : Carlo Goldoni, auteur de théâtre italien († 6 février 1793).

- 2 mars : Louis-Michel van Loo, peintre français († 20 mars 1771).

- 10 avril : John Pringle, médecin écossais († 18 janvier 1782).
- 15 avril : Leonhard Euler, mathématicien suisse († 18 septembre 1783).
- 22 avril : Henry Fielding, dramaturge poète, essayiste et romancier anglais († 8 octobre 1754).
- 23 avril : Johann Jakob Gessner, orientaliste et numismate suisse († 26 septembre 1787).

- 23 mai : Carl von Linné, naturaliste suédois († 10 janvier 1778).

- 25 août : Louis Ier, roi d'Espagne († 31 août 1724).

- 7 septembre : Comte de Buffon, naturaliste, mathématicien, biologiste, cosmologiste et écrivain français († 16 avril 1788).
- 30 septembre : Pietro Rotari, graveur et peintre italien († 31 août 1762).

- 4 octobre : Francesco Fontebasso , peintre rococo italien appartenant à l'école vénitienne († 31 mai 1769).

- Date précise inconnue :
  - Benjamin Robins, ingénieur et mathématicien britannique inventeur du pendule balistique († 29 juillet 1751).
  - Maria Felice Tibaldi, peintre italienne († 1770).

## Décès en 1707
- 18 janvier : Otto Mencke, mathématicien et professeur allemand (°22 mars 1644).
- 22 février : Giacinto Calandrucci, graveur et peintre italien (° 20 avril 1646).

- 3 mars : Aurangzeb, empereur moghol de l'Inde de 1658 à 1707  (° 3 novembre 1618).
- 15 mars : Pierre-Antoine Patel, peintre français (° 22 novembre 1648).
- 30 mars : Sébastien Le Prestre de Vauban, architecte, ingénieur français (° 1er mai 1633).

- 6 avril :  Willem van de Velde le Jeune, peintre de marine néerlandais (° décembre 1633).
- 20 avril : Johann Christoph Denner, facteur d'instrument à vent allemand, considéré notamment comme l'inventeur de la clarinette (° 13 août 1655).

- 3 mai : Michel de Swaen, poète et dramaturge flamand (° 20 février 1654).
- 9 mai : Dietrich Buxtehude, organiste et compositeur danois (° vers 1637)
- 27 mai : Madame de Montespan, favorite de Louis XIV à Bourbon-l'Archambault (° 5 octobre 1640).

- 12 septembre : Étienne Le Camus, cardinal, évêque de Grenoble[30] (° 24 septembre 1632).

- 6 octobre : François Puget, peintre français (° 17 décembre 1651).

- 5 novembre : Gomidas Keumurdjian, prêtre catholique arménien, martyr, bienheureux (° vers 1656).

- 24 décembre : Noël Coypel, peintre français (° 25 décembre 1628).
- 27 décembre : Jean Mabillon, moine bénédictin de la congrégation bénédictine réformée de Saint-Maur, érudit et historien français (° 23 novembre 1632).

- Date précise inconnue :
- Adriaen Coorte, peintre hollandais (° vers 1665).